# Thomas Ewing
Thomas Ewing Sr. (West Liberty, 28 de diciembre de 1789-Lancaster, 26 de octubre de 1871) fue un político republicano nacional y whig de Ohio, Estados Unidos. Se desempeñó en el Senado de los Estados Unidos, además de ser Secretario del Tesoro y primer secretario del Interior. También se le conoce como el padre adoptivo (y posteriormente suegro) del reconocido general de la guerra civil estadounidense William Tecumseh Sherman.

## Biografía
Nacido en West Liberty, condado de Ohio, Virginia (ahora Virginia Occidental ), era hijo del veterano de la Guerra Revolucionaria George Ewing. Después de estudiar en la Universidad de Ohio, Ewing comenzó a ejercer la abogacía en Lancaster, Ohio, en 1816.
Como abogado rural, fue elegido para el Senado de los Estados Unidos en 1830 como Whig y sirvió un solo mandato. No tuvo éxito en buscar un segundo mandato en 1836. Ewing se desempeñó como Secretario del Tesoro en 1841, bajo el mandato de los presidentes William Henry Harrison y John Tyler . Dimitió el 11 de septiembre de 1841, junto con todo el gabinete (excepto el entonces Secretario de Estado, Daniel Webster ), en protesta por el veto de Tyler a la Ley Bancaria.
Posteriormente, Ewing fue nombrado primer Secretario del Interior por el presidente Zachary Taylor. Ewing sirvió en el puesto desde el 8 de marzo de 1849 hasta el 22 de julio de 1850 bajo Taylor y Millard Fillmore . Como primer secretario, consolidó oficinas de varios departamentos, como la Oficina de Tierras del Departamento del Tesoro y la Oficina para la India del Departamento de Guerra.
En 1850, Ewing fue designado para el Senado para llenar la vacante dejada por la renuncia de Thomas Corwin, y sirvió desde el 20 de julio de 1850 hasta el 3 de marzo de 1851. Ewing no logró la reelección en 1850. En 1861, Ewing se desempeñó como uno de los delegados de Ohio en la conferencia de paz celebrada en Washington con la esperanza de evitar una guerra civil. Después de la guerra, Ewing fue nombrado por el presidente Andrew Johnson para un tercer puesto en el gabinete como Secretario de Guerra en 1868 luego del despido de Edwin M. Stanton, pero el Senado, todavía indignado por el despido de Johnson de Stanton, que había provocado el juicio político de Johnson, se negó a actuar sobre la nominación.

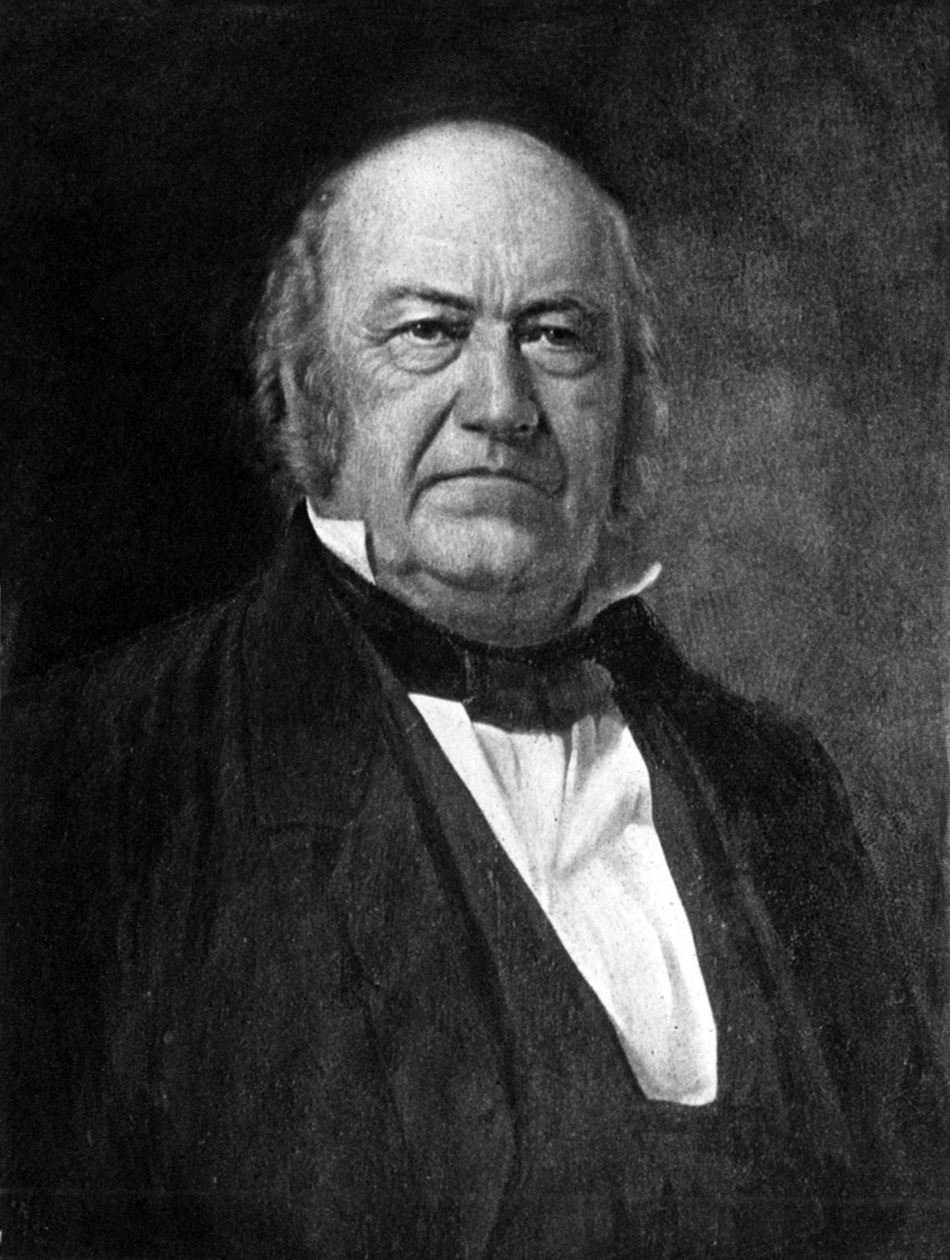
Ewing en 1856

Ewing se casó con Maria Wills Boyle, que era católica, y crio a sus hijos en su fe. Su hijo adoptivo fue el reconocido general William Tecumseh Sherman. Sherman finalmente se casó con la hija de Thomas Ewing Sr., Ellen Ewing Sherman. El hijo homónimo de Ewing, Thomas Ewing Jr., fue un general del ejército de la Unión de la guerra civil estadounidense y congresista estadounidense de Ohio durante dos períodos. Dos de los otros hijos de Ewing, Hugh Boyle Ewing y Charles Ewing, también se convirtieron en generales en el ejército de la Unión durante la Guerra Civil.
Ewing nació como presbiteriano, pero durante muchos años asistió a los servicios católicos con su familia. Fue bautizado finalmente en la fe católica durante su última enfermedad.
Ewing siguió siendo Whig después de su ingreso al partido en 1833, incluso cuando el Partido Whig nacional se disolvió y fue reemplazado por el Partido Republicano.

## Otras lecturas
- Memorial of Thomas Ewing, de Ohio (Nueva York: Catholic Publication Society, 1873), compilado por su hija, Ellen Ewing Sherman.
- Lewis, Lloyd, Sherman: Fighting Prophet (Nueva York: Harcourt, Brace & Co., 1932)
- Miller, Paul I., "Thomas Ewing, último de los Whigs", Ph.D. diss., Universidad Estatal de Ohio, 1933.
- Heineman, Kenneth J. Civil War Dynasty: The Ewing Family of Ohio, (Nueva York: New York University Press, 2012).